# Ренвиль, Анри-Бенжамен
Анри́-Бенжаме́н Ренвиль (фр. Henri-Benjamin Rainville; 5 апреля 1852 — 10 августа 1937) — канадский политик и юрист, председатель Законодательного собрания Квебека в 1901—1905 годах.

## Биография
Родился в Маривиле (провинция Квебек) в семье Феликса Ренвиля (фр. Felix Rainville), фермера французского происхождения из коммуны Тук, и Мари Дайно (фр. Marie Daignault). Анри-Бенжамин получил образование в колледжах Сен-Гиацинт и Анжель де Моннуар, а после поступил на юридический факультет в Университет Макгилла, где в 1873 году окончил бакалавриат. 14 января 1874 года получил приглашение вступить в коллегию адвокатов Квебека, позже работал в собственной юридической конторе Archambault Gervais and Rainville. В 1882—1900 годах был членом Городского совета Монреаля. В 1887 году неуспешно баллотировался на пост мэра города. В 1886—1894 работал в комитете по освещению, в администрации Монреаля, в 1896—1900 годах — в финансовом комитете.
В 1890 году был избран в Законодательное собрание Квебека от 3-го избирательного округа Монреаля как кандидат от Либеральной партии. В 1892 году потерпел поражение, а в 1897 году снова стал депутатом. В 1901—1905 годах занимал пост спикера Законодательного собрания Квебека. В 1904 и 1908 годах не смог переизбраться.

## Семья
18 июля 1876 года женился на Эжени Аршамбо (фр. Eugénie Archambault). Его племянник Жозеф-Ормисдас Ренвиль был членом Палаты общин и сенатором.